# NGC 10
NGC 10 es una galaxia espiral intermedia situada en la constelación de los escultores. Fue descubierto por John Herschel el 25 de septiembre de 1834.

## Galería

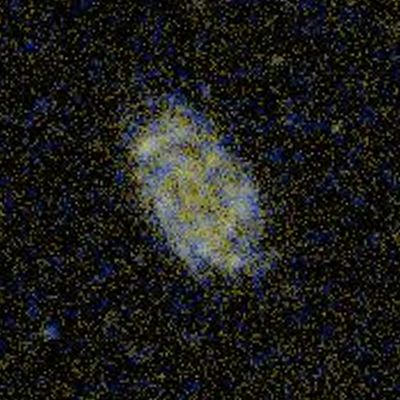
NGC 10 en ultravioleta, por GALEX
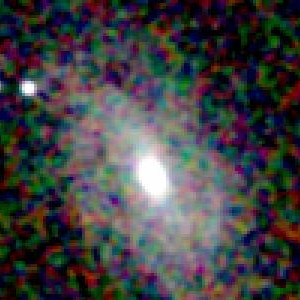
NGC 10 en infrarrojo, por 2MASS